# Championnats d'Europe de course en ligne de canoë-kayak 2009
Navigation
Milan 2008 Trasona 2010
Les championnats d'Europe de course en ligne de canoë-kayak se déroulent à Brandebourg (Allemagne) du 26 au 28 juin 2009.

## Résultats

### Hommes

#### Canoë
| Épreuve     | Or                                                                       | Temps          | Argent                                                          | Temps          | Bronze                                                                                     | Temps          |
| C-1 200 m   | Azerbaïdjan Valentin Demyanenko                                          | 39 s 308       | Russie Ivan Shtyl                                               | 40 s 014       | Lituanie Jevgenij Shuklin                                                                  | 40 s 338       |
| C-1 500 m   | Biélorussie Dzianis Harazha                                              | 1 min 50 s 298 | Lituanie Jevgenij Shuklin                                       | 1 min 50 s 466 | Allemagne Sebastian Brendel                                                                | 1 min 50 s 611 |
| C-1 1000 m  | Hongrie Attila Sandor Vajda                                              | 3 min 51 s 934 | Allemagne Sebastian Brendel                                     | 3 min 52 s 854 | Espagne José Luis Bouza                                                                    | 3 min 55 s 007 |
| C-1 4*200 m | Russie Ivan Shtyl Victor Melantyev Nikolay Lipkin Evgeny Ignatov         | 2 min 48 s 13  | Allemagne Robert Nuck Stefan Holtz Chris Wend Sebastian Brendel | 2 min 51 s 09  | Hongrie Attila Sandor Vajda Attila Bozsik Gábor Horváth László Foltán                      | 2 min 51 s 25  |
| C-2 200 m   | Lituanie Raimundas Labuckas Tomas Gadeikis                               | 36 s 507       | Russie Evgeny Ignatov Ivan Shtyl                                | 36 s 993       | Allemagne Robert Nuck Stefan Holtz                                                         | 37 s 435       |
| C-2 500 m   | Allemagne Robert Nuck Stefan Holtz                                       | 1 min 40 s 365 | Pologne Pawel Skowronski Roman Rynkiewicz                       | 1 min 41 s 684 | Azerbaïdjan Maksim Prokopenko Stefan Holtz                                                 | 1 min 41 s 876 |
| C-2 1000 m  | Hongrie Mihály Sáfran Mátyás Sáfran                                      | 3 min 34 s 942 | Allemagne Tomasz Wylenzek Erik Leue                             | 3 min 36 s 470 | Russie Nikolay Lipkin Victor Melantyev                                                     | 3 min 36 s 900 |
| C-4 200 m   | Russie Sergey Ulegin Aleksandr Kostoglod Viktor Melantyev Nikolay Lipkin | 33 s 477       | Hongrie Péter Balázs Gábor Horváth Attila Bozsik Pál Sarudi     | 33 s 758       | Biélorussie Dmitriy Rabchanka Dmitriy Vaitsishkin Andrey Bagdanovich Aleksandr Vauchetskiy | 33 s 797       |
| C-4 1000 m  | Allemagne Chris Wend Thomas Lück Ronald Verch Erik Rebstock              | 3 min 20 s 283 | Hongrie Márton Tóth Viktor Volein Pál Sarudi Róbert Mike        | 3 min 21 s 356 | Russie Roman Kruglyakov Ivan Kuznetsov Ilya Shtokalov Oleg Shelegov                        | 3 min 22 s 690 |

#### Kayak
| Épreuve     | Or                                                                         | Temps          | Argent                                                                     | Temps          | Bronze                                                              | Temps          |
| K-1 200 m   | Ukraine Oleg Kharytonov                                                    | 35 s 298       | Allemagne Jonas Ems                                                        | 35 s 511       | République tchèque Filip Svab                                       | 35 s 534       |
| K-1 500 m   | Suède Anders Gustafsson                                                    | 1 min 35 s 894 | Allemagne Ronald Rauhe                                                     | 1 min 36 s 253 | Russie Anton Ryachov                                                | 1 min 36 s 868 |
| K-1 1000 m  | Allemagne Max Hoff                                                         | 3 min 29 s 101 | Suède Anders Gustafsson                                                    | 3 min 30 s 419 | Danemark René Holten Poulsen                                        | 3 min 31 s 820 |
| K-1 4*200 m | Danemark Kasper Bleibach Esben Oestergaard Lasse Nielsen Casper Nielsen    | 2 min 29 s 84  | Allemagne Jonas Ems Torsten Lubisch Norman Bröckl Ronald Rauhe             | 2 min 30 s 62  | Espagne Francisco Llera Borja Prieto Pablo Andres Ekaitz Saies      | 2 min 31 s 29  |
| K-2 200 m   | Espagne Saul Craviotto Carlos Pérez Rial                                   | 32 s 251       | Biélorussie Raman Piatrushenka Vadzim Makhneu                              | 32 s 370       | Ukraine Mykola Kremer Sergiy Servulya                               | 32 s 663       |
| K-2 500 m   | Biélorussie Raman Piatrushenka Vadzim Makhneu                              | 1 min 27 s 425 | Hongrie Zoltán Kammerer Gabor Kucsera                                      | 1 min 27 s 918 | Allemagne Marcus Groß Hendrik Bertz                                 | 1 min 28 s 006 |
| K-2 1000 m  | Norvège Eirik Verås Larsen Jacob Norenberg                                 | 3 min 12 s 864 | Hongrie Gábor Gönczy Roland Kökény                                         | 3 min 13 s 119 | Allemagne Sebastian Lindner Norman Zahm                             | 3 min 14 s 242 |
| K-4 200 m   | Biélorussie Vadzim Makhneu Dziamyan Turchyn Taras Valko Roman Piatrushenko | 30 s 275       | Russie Roman Zarubin Sergey Khovanskiy Aleksandr Dyachenko Stepan Shevchuk | 30 s 298       | Hongrie Gergely Boros Viktor Kadler Gergely Gyertyanos Rudolf Dombi | 30 s 711       |
| K-4 1000 m  | Biélorussie Piatrushenka Abalmasau Litvinchuk Makhneu                      | 2 min 54 s 589 | Slovaquie Riszdorfer Vlcek Tarr Juraj                                      | 2 min 56 s 323 | République tchèque Horsky Soucek Andrlík Sterba                     | 2 min 56 s 760 |

### Dames

#### Kayak
| Épreuve     | Or                                                                              | Temps          | Argent                                                                        | Temps          | Bronze                                                                                   | Temps          |
| K-1 200 m   | Espagne María Teresa Portela                                                    | 41 s 01        | Hongrie Tímea Paksy                                                           | 41 s 09        | Slovénie Spela Ponomarenko                                                               | 41 s 09        |
| K-1 500 m   | Hongrie Katalin Kovács                                                          | 1 min 49 s 644 | Allemagne Katrin Wagner-Augustin                                              | 1 min 49 s 862 | Royaume-Uni Rachel Cawthorn                                                              | 1 min 51 s 693 |
| K-1 1000 m  | Hongrie Katalin Kovács                                                          | 3 min 56 s 310 | Allemagne Franziska Weber                                                     | 3 min 57 s 458 | Danemark Henriette Engel Hansen                                                          | 3 min 58 s 169 |
| K-1 4*200 m | Allemagne Nicole Reinhardt Fanny Fischer Katrin Wagner-Augustin Katrin Wassmuth | 2 min 54 s 35  | Hongrie Zomilla Hegyi Danuta Kozak Tímea Paksy Natasa Janic                   | 2 min 54 s 65  | Russie Alexandra Tomnikova Dvetlana Kudinova Yulia Kachalova Natalia Borisova            | 2 min 58 s 06  |
| K-2 200 m   | Allemagne Fanny Fischer Nicole Reinhardt                                        | 37 s 019       | Hongrie Katalin Kovács Natasa Janic                                           | 37 s 131       | Slovaquie Ivana Kmet'Ová Martina Kohlová                                                 | 37 s 561       |
| K-2 500 m   | Hongrie Gabriella Szabó Danuta Kozak                                            | 1 min 39 s 914 | Slovaquie Ivana Kmet'Ová Martina Kohlová                                      | 1 min 41 s 091 | Allemagne Fanny Fischer Franziska Weber                                                  | 1 min 41 s 504 |
| K-2 1000 m  | Suède Josefin Nordlöw Sofia Paldanius                                           | 3 min 35 s 848 | Hongrie Gabriella Szabó Tamara Csipes                                         | 3 min 36 s 533 | Russie Anastasia Sergeeva Juliana Salakhova                                              | 3 min 37 s 111 |
| K-4 200 m   | Hongrie Tímea Paksy Katalin Kovács Natasa Janic Krisztina Fazekas               | 35 s 009       | Allemagne Carolin Leonhardt Conny Wassmuth Katrin Wagner-Augustin Tina Dietze | 35 s 065       | Royaume-Uni Jessica Walker Rachel Cawthorn Hayleigh Mason Louisa Sawers                  | 35 s 881       |
| K-4 500 m   | Allemagne Carolin Leonhardt Nicole Reinhardt Katrin Wagner-Augustin Tina Dietze | 1 min 31 s 236 | Hongrie Tamara Csipes Erika Medveczky Natasa Janic Dalma Benedek              | 1 min 33 s 116 | Pologne Marta Walczykiewicz Ewelina Wojnarowska Malgorzata Chojnacka Magdalena Krukowska | 1 min 33 s 444 |

## Tableau des médailles
Épreuves officielles uniquement.
| Rang  | Nation      | Or | Argent | Bronze | Total |
| ----- | ----------- | -- | ------ | ------ | ----- |
| 1     | Allemagne   | 6  | 9      | 5      | 20    |
| 2     | Hongrie     | 6  | 9      | 2      | 17    |
| 3     | Biélorussie | 4  | 1      | 1      | 6     |
| 4     | Russie      | 2  | 3      | 5      | 10    |
| 5     | Suède       | 2  | 1      | 0      | 3     |
| 6     | Espagne     | 2  | 0      | 2      | 4     |
| 7     | Lituanie    | 1  | 1      | 1      | 3     |
|       | Danemark    | 1  | 0      | 2      | 3     |
| 9     | Azerbaïdjan | 1  | 0      | 1      | 2     |
|       | Ukraine     | 1  | 0      | 1      | 2     |
| 11    | Norvège     | 1  | 0      | 0      | 1     |
| 12    | Slovaquie   | 0  | 2      | 1      | 3     |
| 13    | Pologne     | 0  | 1      | 1      | 2     |
| 14    | Royaume-Uni | 0  | 0      | 2      | 2     |
|       | Tchéquie    | 0  | 0      | 2      | 2     |
| 16    | Slovénie    | 0  | 0      | 1      | 1     |
| Total | Total       | 27 | 27     | 27     | 81    |